# Sunčeva toplinska energija
Sunčeva (solarna) toplinska energija je tehnologija pretvaranja energije sunčeva zračenja u toplinsku energiju. Prema US Energy Information Agency, kolektori solarne toplinske energije dijele se na niskotemperaturne, srednjetemperaturne i visokotemperaturne kolektore. Niskotemperaturni kolektori se izvode kao ravne ploče, a namijenjeni su za grijanje vode i klimatizaciju. Srednjetemperaturni kolektori su najčešće izolirani kolektori s pokrovom, a koriste se za zagrijavnje vode za stambenu ili komercijalnu upotrebu. Viskotemperaturni kolektori koncentriraju sunčevo zračenje koristeći zrcala ili leće te se uglavnom koriste za proizvodnju električne energije.

## Niskotemperaturni kolektori
Niskotemperaturni kolektori se uglavnom ugrađuju za grijanje bazena i vode u domaćinstvima, a mogu se koristit i za grijanje, hlađenje te ventilaciju prostora. U takvim kolektorima najčešći mediji za prijenos topline su zrak ili voda.
Na 1 m² solarnog kolektora možemo dobiti i do 700 J topline za grijanje vode ili zraka. Kut instalacije solarnih kolektora je najčešće fiksan i iznosi 37-43° u smjeru juga. Ako bi nagib kolektora mijenjali svaki mjesec dobili bi samo oko 6% više ukupne godišnje dozračene energije na kolektor, pa se nagib najčešće ne mijenja.
Niskotemperaturni solarni kolektori se uglavnom izvode kao ravni (pločasti) kolektori i kao cijevni (vakuumski) kolektori.

### Ravni (pločasti) kolektori
Pločasti kolektori, razvijeni od strane Hottela i Whilliera 1950-ih, najčešći su tip niskotemperaturnih solarnih kolektora.
Općenito se sastoji od sljedećih dijelova:
- Pokrivna ploča od stakla ili drugog dijatermijskog materijala u jednom ili više slojeva
- Apsorber za apsorpciju toplinskog sunčevog zračenja na kojeg su spojene cijevi
- Cijevni registar za protjecanje ogrijevnog medija (voda, antifriz ili zrak)
- Izolacija zbog smanjenja toplinskih gubitaka kroz bočne i stražnju stranicu kolektora
- Kućište za sastavne dijelove kolektora i njihovu zaštitu od prašine i vlage

Apsorber se sastoji od tankog lima apsorbera (termički stabilan polimer, aluminij, čelik ili bakar, koji se premazuju crnim matiranim premazom), koji je potpomognut rešetkastim ili zavojitim cijevima u kojima struji fluid, smještenim u izoliranom kućištu sa staklenim ili polikarbonatnim poklopcem. Apsorber se zagrijava i predaje toplinu ogrjevnom mediju koji struji kroz cijevi pričvršćene na apsorber. Izmjena topline se može postići direktno ili preko izmjenjivača topline.
Ravnim kolektorima mogu se postići temperature ogrjevnog medija do 100°C. Površina jednog kolektora može biti između 1,5 m² i 8m², a najčešće iznosi 2m².
Efikasnost kolektora je definirana omjerom korisne topline, prikupljene kolektorom i intenziteta upadnog sunčevog zračenja na plohu kolektora. Na njihovu efikasnost najviše utječu svojstva premaza apsorbera te kvaliteta spoja cijevi za apsorbersku ploču (dobar prijelaz topline). Efikasnost kolektora pada sa smanjenjem insolacije i temperature zraka te povećanjem srednje temperature nosioca topline. Stoga je potrebno osigurati pravilan odabir protoka da temperatura u kolektoru ne bude previsoka, s obzirom na željenu temperaturu vode u spremniku. Također je potrebno odabrati efikasniji način spajanja kolektora ( serijski ili paralelno) i broj kolektora u spoju. Paralelnim spojem dobit ćemo približno jednaku temperaturu na ulazu i izlazu svakog kolektora, dok kod serijskog spoja izlazna temperatura iz jednog kolektora predstavlja ulaznu temperaturu u drugi kolektor. To je razlog niže ukupne efikasnosti serijski spojenih kolektora, jer imamo znatno višu prosječnu temperaturu nosioca topline od temperature vode u spremniku. Iz tih razloga češće se koristi paralelni spoj premda zahtjeva veće protoke, veće promjere cijevi i dulje vrijeme zagrijavanja vode u spremniku.
Postoji nekoliko različitih izvedbi apsorbera kao cjevovoda:
Harfni apsorber
Ova vrsta konstruirana je za prijevoz tekućine od dna do vrha kolektora putem mreže paralelnih cijevi. Te paralelne cijevi postavljene su okomito i uže su od gornje i donje vodoravne cijevi radi razlike u tlakovima. Ako se u gornjoj i donjoj cijevi stvori velika razlika tlakova, tada protok kroz pojedinu okomitu cijev neće biti jednolik. Mogu biti spojeni u seriju jer su gornja i donja distribucijska cijev dosta velike.
Serpentinski apsorber
Ova se izvedba sastoji od jedne dugačke kontinuirane fleksibilne cijevi, tako da nema problema s jednolikim protokom kao kod harfnih. Glavni problem je to što je protok ograničen i previše opterećenja stavlja na cirkulacijsku pumpu. Paralelno povezivanje smanjuje ovaj problem, npr. 2 paralelno spojena kolektora smanjuju ograničenje protoka na pola. Ovom se izvedbom povećavaju temperature, ali ne i ukupan prinos energiji u protočnim sustavima.
Potpuno potopljeni apsorber
To je apsorber koji se sastoji od 2 metalne ploče između kojih prolazi fluid. Budući da je površina izmjene topline veća, oni mogu biti učinkovitiji od klasičnih apsorbera.
Kao alternativa metalnih kolektora koriste se polimerni pločasti kolektori koji čine kolektor otpornim na smrzavanje, što dopušta korištenje obične vode umjesto antifriza, a također su otporni i na visoke temperature (polimeri koji se tope na temperaturama višim od 250°C).
Konvencionalni metalni kolektori su osjetljivi na pucanje pri niskim temperaturama, pa je upotreba polimera u području s nižim temperaturama od velike važnosti.
Većina pločastih kolekotra ima vijek trajanja između 20 i 30 godina.

### Cijevni (vakuumski) kolektori
Većina (ako ne i svi) vakuumskih cijevnih kolektora koriste „toplinsku cijev“ kao jezgru. Sastoje se od više evakuiranih staklenih cijevi od kojih svaka sadrži apsorbersku ploču.
Toplina se s vrućeg kraja toplinske cijevi prenosi na fluid (voda ili antifriz) za zagrijavanje potrošne tople vode ili grijanje prostora pomoću izmjenjivača topline koji se naziva „višestruki izmjenjivač topline“. Višestruko znači da je više puta zamotan u izolaciju i pokriven komadom lima ili plastike koji služe kao zaštita. 
Vakuum koji okružuje cijev izvana uvelike smanjuje konvekciju i gubitak topline prema van provođenjem, što vakuumske kolektore čini više učinkovitim od pločastih, pogotovo u hladnijim uvjetima. Ova se prednost u velikoj mjeri gubi u toplijim podnebljima. Visoke temperature koje se mogu pojaviti mogu zahtijevati posebnu izvedbu sustava kako bi se izbjeglo pregrijavanje.

### Grijanje vode
Tehnologija grijanja vode je vrlo efikasna u odnosu na druge tehnologije koje koriste sunčevu energiju. Iako učinak ovisi o lokaciji implementacije, kolektori izvedeni kao ravne ploče i kolektori s vakuumskim cijevima imaju korisnost preko 60% za normalnog načina rada, a koriste se za grijanje vode na nižim temperaturama (25-70°C).

### Grijanje, hlađenje i ventilacija
Spremnici toplinske energije spremaju sunčevu energiju tijekom dana i oslobađaju je za vrijeme hladnijih perioda. Najčešći materijali koji se koriste kao spremnici toplinske energije su kamen, beton ili voda. Prilikom odabira veličine i položaja spremnika uzima se u obzir nekoliko faktora: klima, dnevna osunčanost i zasjenjivanje. Kada je pravilno ugrađen, spremnik toplinske energije može pasivno zadržavati ugodnu temperaturu, smanjujući pritom potrošnju energije.
Solarni dimnjak je pasivni solarni sustav ventilacije sastavljen od šupljeg spremnika energije koji povezuje unutranji i vanjski dio građevine. Kako se dimnjak grije, zrak se unutar spremnika zagrijava i podiže uzrokujući tako pokretanje zraka kroz zgradu. Ovakav sustav ventilacije koristio se još u vrijeme antike, a uobičajan je na Srednjem istoku.
Trombov zid je pasivni solarni sustav grijanja i ventilacije sastavljen od zračnog kanala umetnutog između prozora i spremnika topline okrenutog suncu. Za vrijeme ventilacijskog ciklusa, sunčeva energija se sprema u spremnik zagrijavajući pritom zračni kanal i uzrokujući cirkulaciju kroz otvor na vrhu i dnu zida. Dok za vrijeme ciklusa grijanja Trombov zid otpušta spremljenu toplinsku energiju.
Solarni krovni bazen je jedinstven sustav za grijanje i hlađenje koje je razvio Harold Hay u 60-tima 20. stoljeća. Osnovni sustav načinjen je od krovnog spremnika vode s izolirajućim pokrovom. Sustav može kontrolirati izmjenu topline između vanjskog i unutrašnjeg dijela zgrade otkrivajući i pokrivajući spremnik danju i noću. Prilikom grijanja spremnik je otkriven tijekom dana omogućavajući suncu grijanje vode, dok je noću prekriven. Ako se sustav koristi za hlađenje, spremnik je prekriven danju, a noću otkriven omogućavajući hlađenje vode u spreminku.
Aktivno solarno hlađenje može se postići preko apsorpcijsko rashladnog ciklusa, ciklusa sušenja i solarnog mehaničkog procesa. 1878. godine Auguste Mouchout izumio je solarno hlađenje koristeći solarni parni stroj pričvršćen na rashladni uređaj.

## Srednjetemperaturni kolektori
Ovaj tip kolektora najčešće se koristi pri prizvodnji vruće vode za stambenu i komercijalnu upotrebu, te neposredno za kuhanje, dezinfekciju i desalinizaciju.

### Kuhanje
Sunčeva energija može se koristiti za kuhanje, sušenje i pasterizaciju. Kolektori koji se koriste za pripremu hrane smanjuju potažnju za gorivom, drvom i poboljšavaju kvalitetu zraka smanjujući količinu dima koja bi se inače oslobodila. Koncentrirajući solarni kolektori koriste reflektore za usmjeravanje sunčeva zračenja na posudu za kuhanje. Kao reflektori najčešće se koriste ravne ploče, diskovi i parabolični kanali. Ovakve izvedbe mogu postići temperaturu i do 350°C.

### Dezinfekcija i desalinizacija
Solarna dezinfekcija vode (SODIS) je jednostavna metoda dezinfekcije vode korištenjem sunčeva zračenja i PETa ambalaže. Ta se jeftina i efikasna metoda uglavnom koristi u domaćinstvima zemalja u razvoju.
Solarna energija se može koristiti i za odsolavanje ili desalinizaciju morske vode destilacijom. Najbolji način desalinizacije je uljevanje tekućine u posudu, gdje voda pod utjecajem sunčeve energije isparava, prolazi kroz plastične cijevi te se naposljetku kondenzira.

## Visokotemperaturni kolektori
Solarni kolektori izvedeni kao ravne ploče su najčešće korišteni nekoncentrirajući kolektori tamo gdje zadovoljavajuća temperatura medija ne prelazi 95°C. No tolika temperatura medija nije dovoljna za efikasnu proizvodnju električne energije. U solarnim termalnim elektranama sunčevo zračenje se lećama i zrcalima koncentrira radi postizanja veće temperature. Takva tehnika naziva se sunčeva (solarna) koncentrirana energija.
Ovisno o temperaturi medija u solarnim se elektrana koriste odgovarajući pogonski strojevi. Parne turbine koriste se do 600°C temperature medija, dok se iznad te temperature koriste plinske turbine.
Vrlo visoke temperature uvjetuju korištenje različitih materijala i tehnika. Primjerice, za temperature iznad 1100°C predlaže se korištenje tekuće fluoridne soli kao radnog medija te višestupanjski turbinski sustav, čime je moguće postizanje korisnosti i do 60%. Visoka radna temperatura omogućava znatne uštede vode, što posebno dolazi do izražaja u pustinjama gdje se izgradnja takvih elektrana i očekuje.
Kako je spremanje toplinske energije jeftinije od spremanja električne energije, solarne termalne elektrane se najčešće izvode sa spremnicima topline. Time se, osim danju, omogućava proizvodnja električne energije i noću. Solarne elektrane mogu biti pouzdan izvor električne energije na lokacijama s dobrim sunčevim ozračenjem. Pouzdanost se nadalje može povećati ugradnjom pomoćnih sustava na fosilna goriva koja mogu koristiti veći dio podsustava solarne elektrane.
Usprkos visokoj pouzdanosti, lokacijama na kojima se takve elektrane grade te besplatnom izvoru energije jedina prepreka implementaciji takvih elektrana je cijena leća, odnosno zrcala kojima je potrebno prekriti velike površine, kako bi se dobile značajnije količine energije.

### Sistemska izvedba
Kako sunce mijenja svoj položaj, potrebna je ugradnja sustava za praćenje promjenje položaja kako leće ili zrcala ne bi mijenjali fokuse. Tako postoje različite izvedbe kolektora s različitim sustavima praćenja i koncentriranja sunčeva zračenja.

#### Izvedba s paraboličnim kanalnim reflektorima
Elektrane s paraboličnim kanalnim reflektorima sastavljene su od mnoštva paralelno postavljenih zrcala koji reflektiraju direktno sunčevo zračenje na kolektore koji se nalazi iznad njih. Zrcala su parabolična u jednom i ravna u drugom smjeru. Kako promjena položaja sunca paralelna s kolektorom ne skreće fokus s kolektora, potrebno je mijenjati položaj kolektora samo radi okomitih promjena položaja sunca. Ta činjenica omogućava ugradnju jednoosovinskog sustava praćenja. 
U ovoj izvedbi najčešći radni mediji su sintetičko ulje, kapljevina soli ili stlačena para. Kolektor se obično nalazi u vakuumskoj komori kako bi se smanjila konvekcija topline na zrak.
Ova izvedba je 1985. godine u Kaliforniji prvi put puštena u pogon. Kako su drugi sustavi tek nedavno razvijeni ili pušteni u pogon može se reći da je ovo jedini dokazani sustav sunčeve koncentrirane energije.

#### Izvedba sa središnjim solarnim tornjem
Elektrane sa središnjim solarnim tornjem koriste mnoštvo ravnih, pomčnih zrcala za fokusiranje sunčevih zraka na kolektor tornja.
Prednost ovakve izvedbe je viša temperatura pri kolektoru, za razliku od parabolične kanalne izvedbe. Naime, toplinska energija se na višim temperaturama može efikasnije pretvoriti u električnu energiju ili spremiti za kasniju upotrebu. Nedostatak ovakve izvedbe je činjenica da svako zrcalo mora imati vlastiti dvoosovinski sustav pomicanja, što otežava njegovo održavanje, dok kod parabolične kanalne izvedbe jednoosovinski sustav upravlja velikom skupinom zrcala.

#### Izvedba s koncentrirajućim tanjurom
Ova izvedba koristi veliko parabolično reflektirajuće zrcalo u obliku tanjura. Ono fokusira sunčevo zračenje u točki iznad reflektora, gdje se na kolektoru Stirling motorom ili parnim strojem pretvara u mehaničku energiju pa potom generatorom u električnu.
Prednost izvedbe s koncentrirajućim tanjurom je mogućnost postizanja vrlo visokih temperatura. Nedostatak je svakako činjenica da se velik dio sustava pomičan, što zahtjeva robusan dvoosovinski sustav za praćenje sunca.

#### Fresnelova zrcala
Elektrana s Fresnelovim zrcalima sadrži seriju dugih, uskih, ravnih ili blago zakrivljenih zrcala koji fokusiraju sunčevo zračenje na jedan ili više linearnih kolektora povrh njih. Na vrhu kolektora obično se nalazi malo parabolično zrcalo za što bolje fokusiranje svjetlosti. Ovakva izvedba prema kojoj skupina zrcala dijele isti kolektor, uz jednoosovinski sustav praćenja smanjuje cijenu izgradnje i pojednostavnjuje održavanje. Osim navedenih, prednost ove izvedbe je svakako nepomičan kolektor koji ne opterećuje zrcala, a time i sustav za praćenje.

#### Fresnelove leće
Trenutno ne postoji značajnija upotreba Fresnelovih leća u solarnim termalnim elektranama, iako bi takva izvedba bila jeftinija od upotrebe zrcala. Fresnelove leće se uglavnom koriste zajedno s fotonaponskim sustavima.

### Spremanje toplinske energije
Spremanje topline u solarnim termalnim elektranama omogućava proizvodnju električne energije noću i za oblačna vremena. Time proizvodnja električne energije postaje neovisna o vremenu. Osnovna ideja je prenijeti toplinu u materijal s visokim toplinskim kapacitetom. Istraživanja pokazuju da otopina soli ima jako dobra svojstva u tom pogledu.
Elektrana PS10 sa solarnim tornjem sadrži spremnik u kojem se na 50 bara i temperaturi od 285°C kondenzira para. Prilikom korištenja voda se ispušta iz spremnika pa na nižem tlaku dolazi do isparavnja. Spremanje toplinske energije na ovaj način moguće je u vremenskom periodu do jednog sata.
Planirana elektrana u Cloncurryiju u Australiji imat će spremnik toplinske energije od pročišćenog grafita. Grafit će biti smješten na vrhu solarnog tornja, tako da će se toplinska energija direktno spremati u nj, što pojednostavljuje izvedbu.

### Ocjena pretvorbe sunčeve energije u električnu energiju
Od svih navedenih tehnologija najveću korisnost ima izvedba s koncentrirajućim tanjurom i Stirlingovim motorom. Jedna takva izvedba u Sandia National Laboratoriesu ima korisnost od 30%.
Elektrane s paraboličnim kanalnim raflektorima imaju korisnost od 20%. Korisnost izvedbe s Fresnelovim zrcalima je tek nešto manja, no taj nedostatak, svakako, kompenzira veća gustoća zrcala po površini.
Bruto iznos korisnosti pretvorbe uzima u obzir činjenicu da reflektori zauzimaju samo dio površine na kojoj se nalazi elektrana pa se računa kao omjer generirane električne energije i energije sunčeva zračenja što pada na ukupnu površinu elektrane. Tako će, primjerice, 500 MW-na SCE/SES elektrana izvlačiti energiju od 2,75%  sunčeva zračenja, dok primjerice 50 MW-na AndaSol elektrana ima bruto korisnost od 2,6%.
Nadalje, korisnost elektane nije direktno povezana s njenom cijenom, tako da isplativost investicije treba gledati i kroz korisnot elektane i kroz cijenu izgradnje te održavanja.

## Vanjske poveznice
|  | Zajednički poslužitelj ima još gradiva o temi Sunčeva toplinska energija |

- Portal Moja Energija  Arhivirana inačica izvorne stranice od 12. listopada 2018. (Wayback Machine)
- Energetski institut Hrvoje Požar - Obnovljivi izvori energije  Arhivirana inačica izvorne stranice od 24. travnja 2010. (Wayback Machine)